# حديقة حيوانات إفريقيا
حديقة حيوانات إفريقيا أو فريڨيا (بالفرنسية: Friguia)‏ هي حديقة حيوانات تونسية خاصة فتحت للعامة في 11 نوفمبر 2000 في ضواحي مدينة بوفيشة من ولاية سوسة.

تقع هذه الحديقة بجانب كل من الطريق الوطنية رقم 1 والطريق السيارة رقم 1، بين بوفيشة ومدينة النفيضة. وهي تغطي مساحة تقدر ب36 هكتار، وتحتوي على 62 نوع من الحيوانات وما يقدر ب412 حيوان مع نصف حرية في أقفاص كبيرة. تعمل حديقة الحيوانات بالتعاون مع الإدارة العامة للغابات وحديقة حيوانات باريس. بالإضافة إلى عملها كحديقة حيوانات، تقدم الحديقة عروض لمجموعات فلكلورية إفريقية إلى جانب عروض لأسود البحر.

## التاريخ
في سنة 2010، أصبحت الحديقة تحتوي أول دولفيناريوم (حديقة دلافين) في تونس. إلا أن استقدام الدلافين الشائعة قارورية الأنف كان مثيرا للجدل، لأن هاته الدلافين تأتي من الصيد البحري في البرية، في كل من تايجي (اليابان) وجزر سليمان.

## أبرز الحيونات
تحتوي الحديقة على العديد من الحيوانات بكميات مختلفة: ببر، أسد، فهد، عجل البحر، ليمور حلقي الذيل، رباح غينيا، زرافة، واتوسي، كنغر، مها أبو حراب، أيل بربري، فيل الأحراش الأفريقي، حمار الزرد، بشروش، لقلق ماجواري، تم صامت، أوزة سوداء.
ملاحظة: الصور أسفله هي لحيوانات من داخل الحديقة.

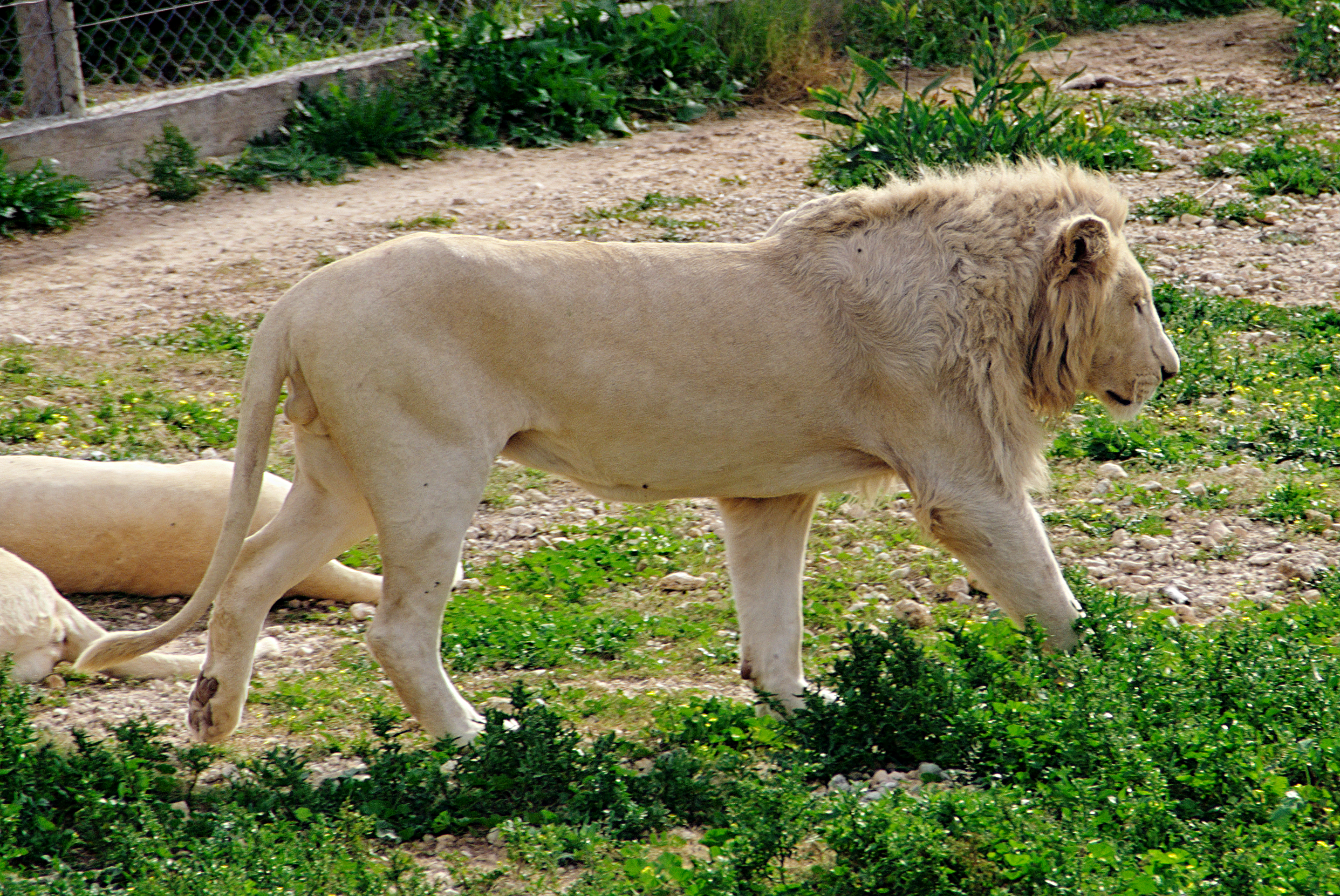
أسد أبيض
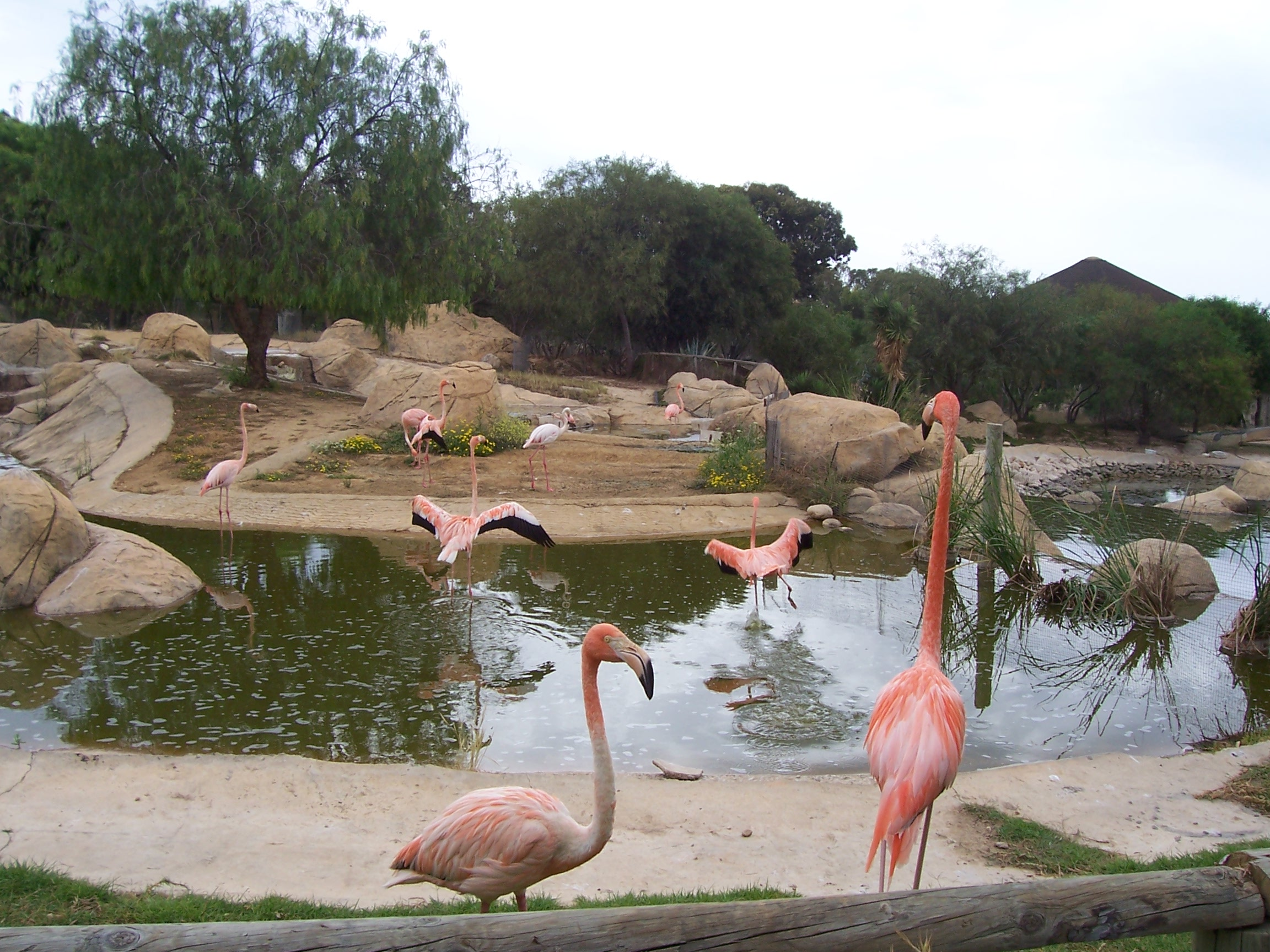
نحام أكبر
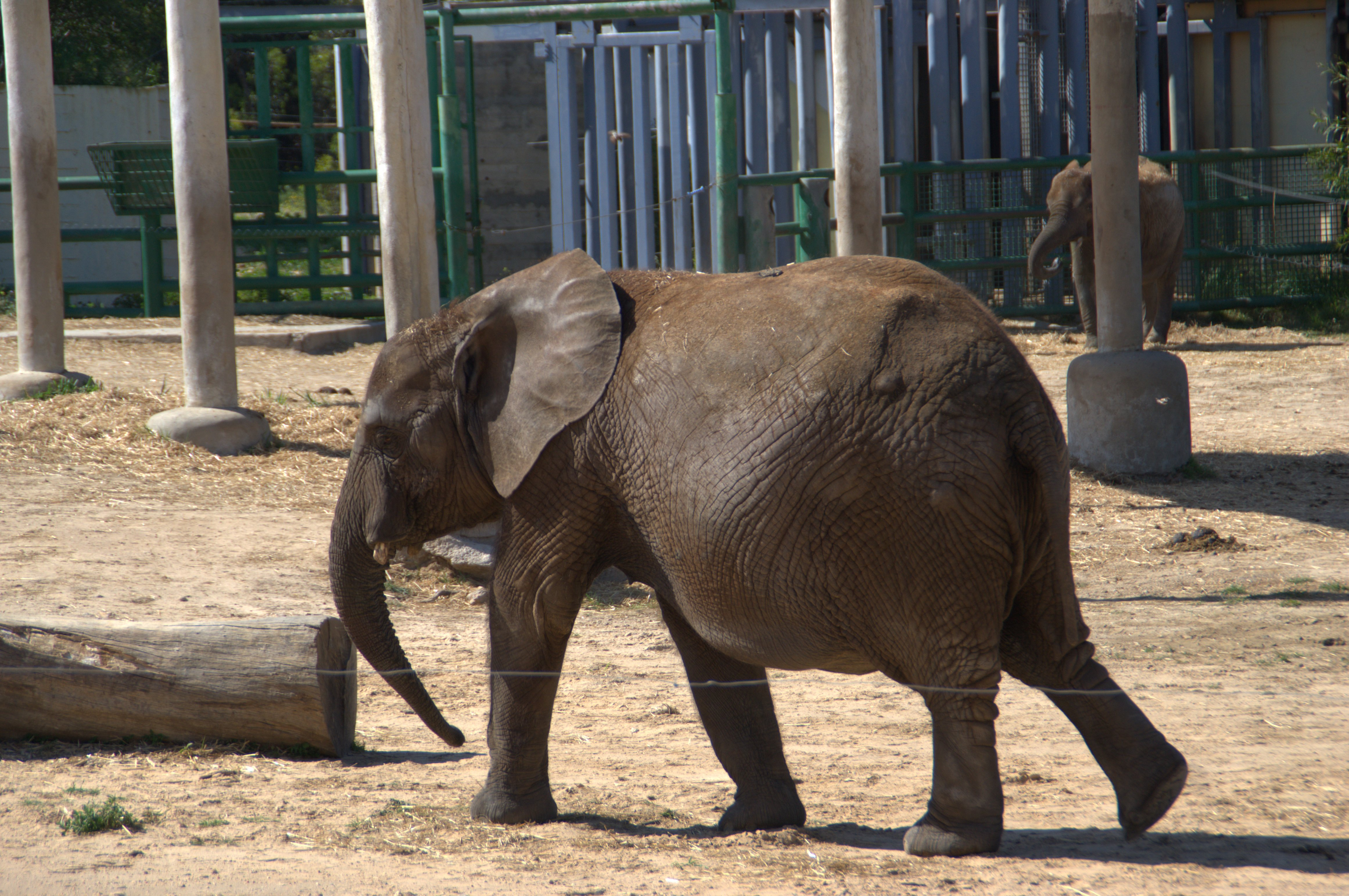
فيل أفريقي
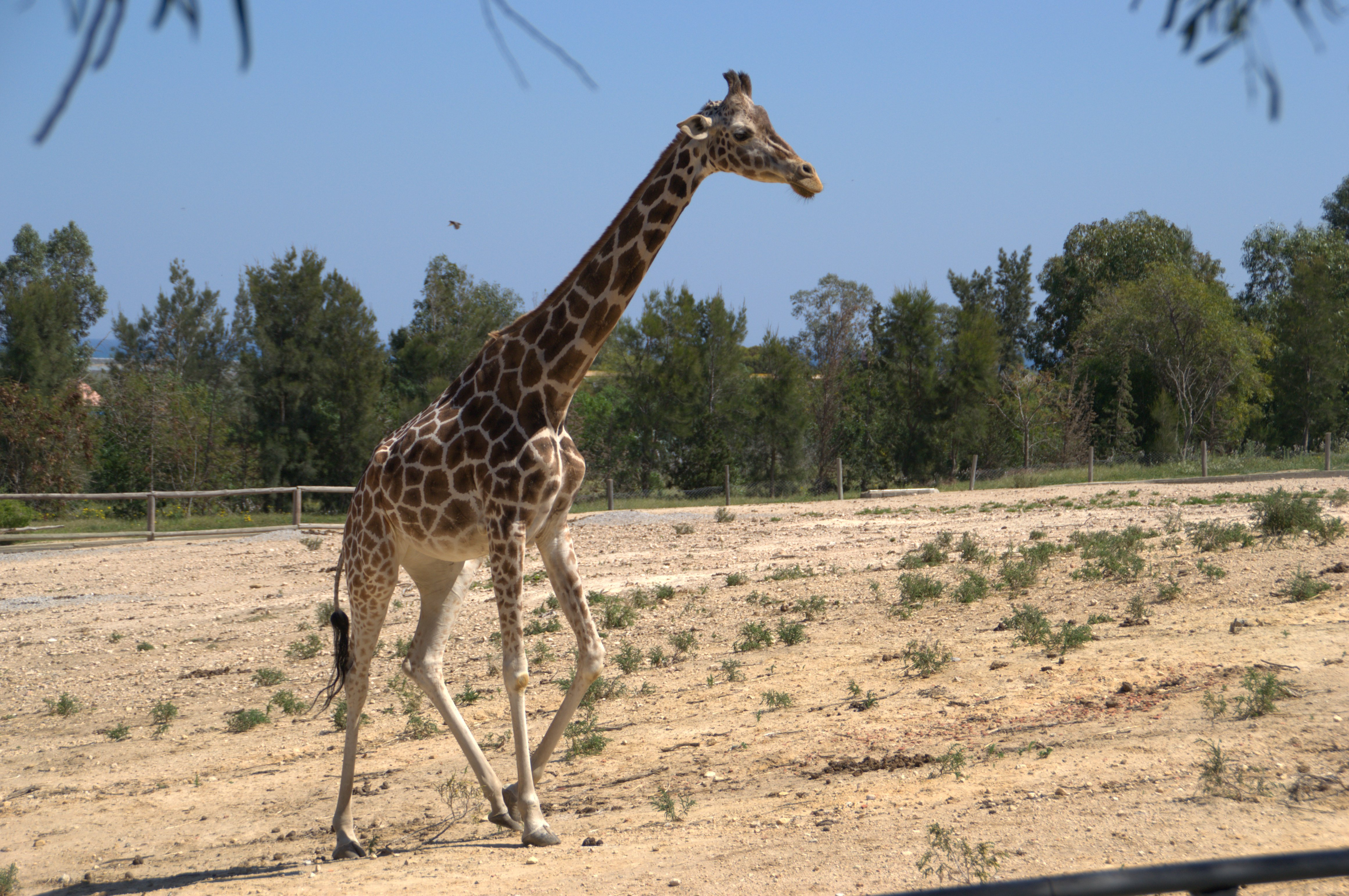
زرافة
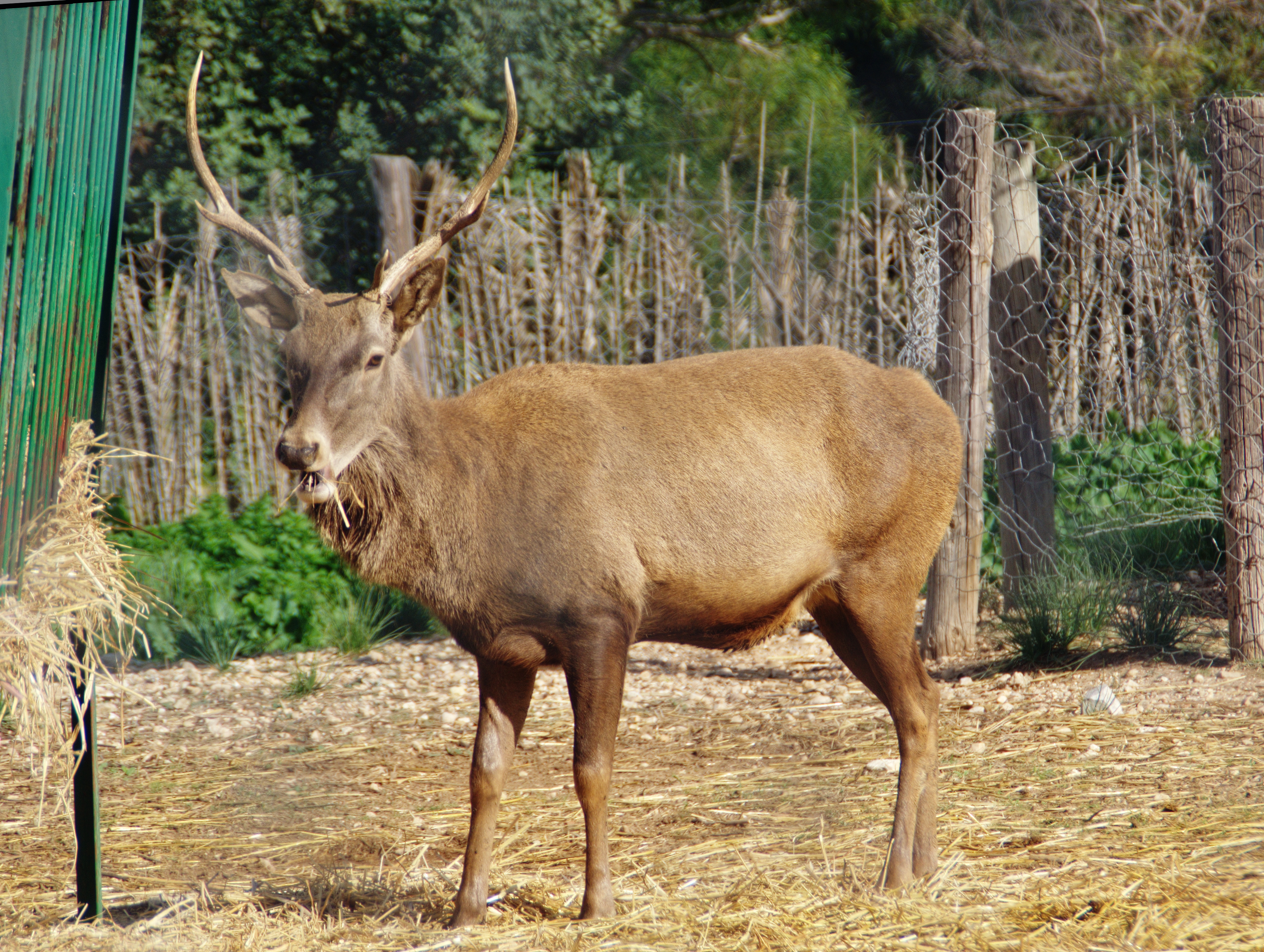
أيل بربري
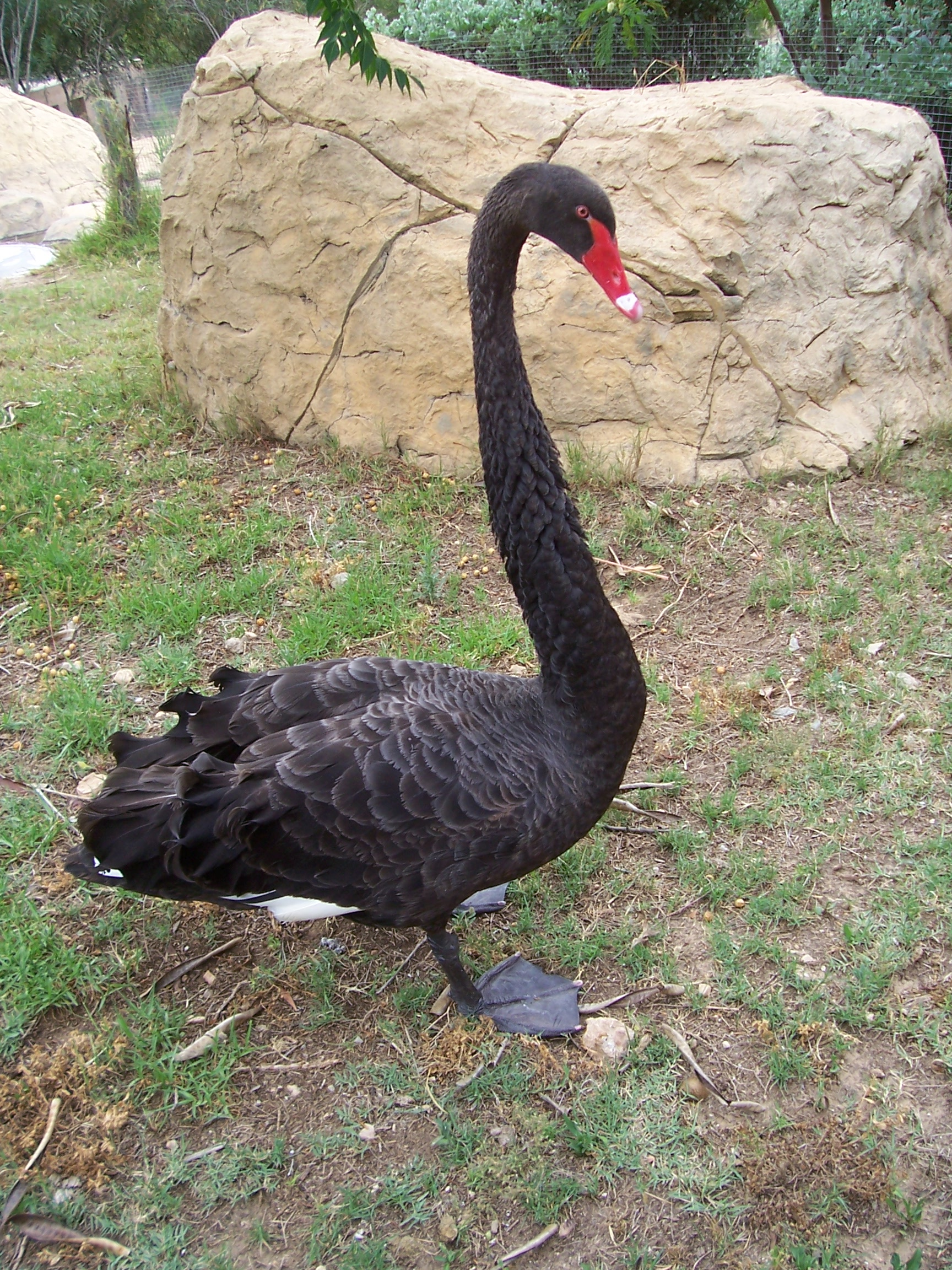
تم أسود
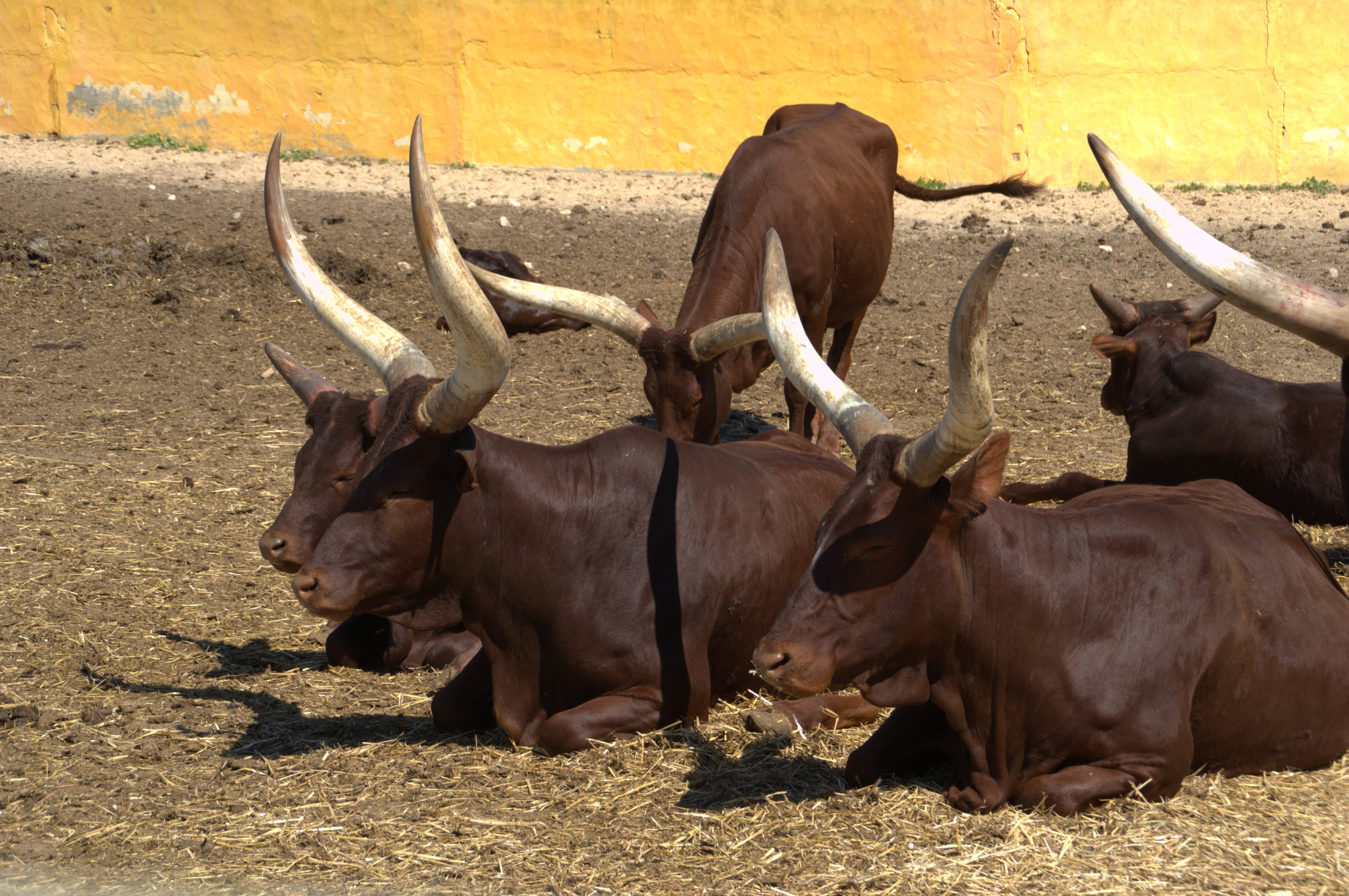
واتوسي
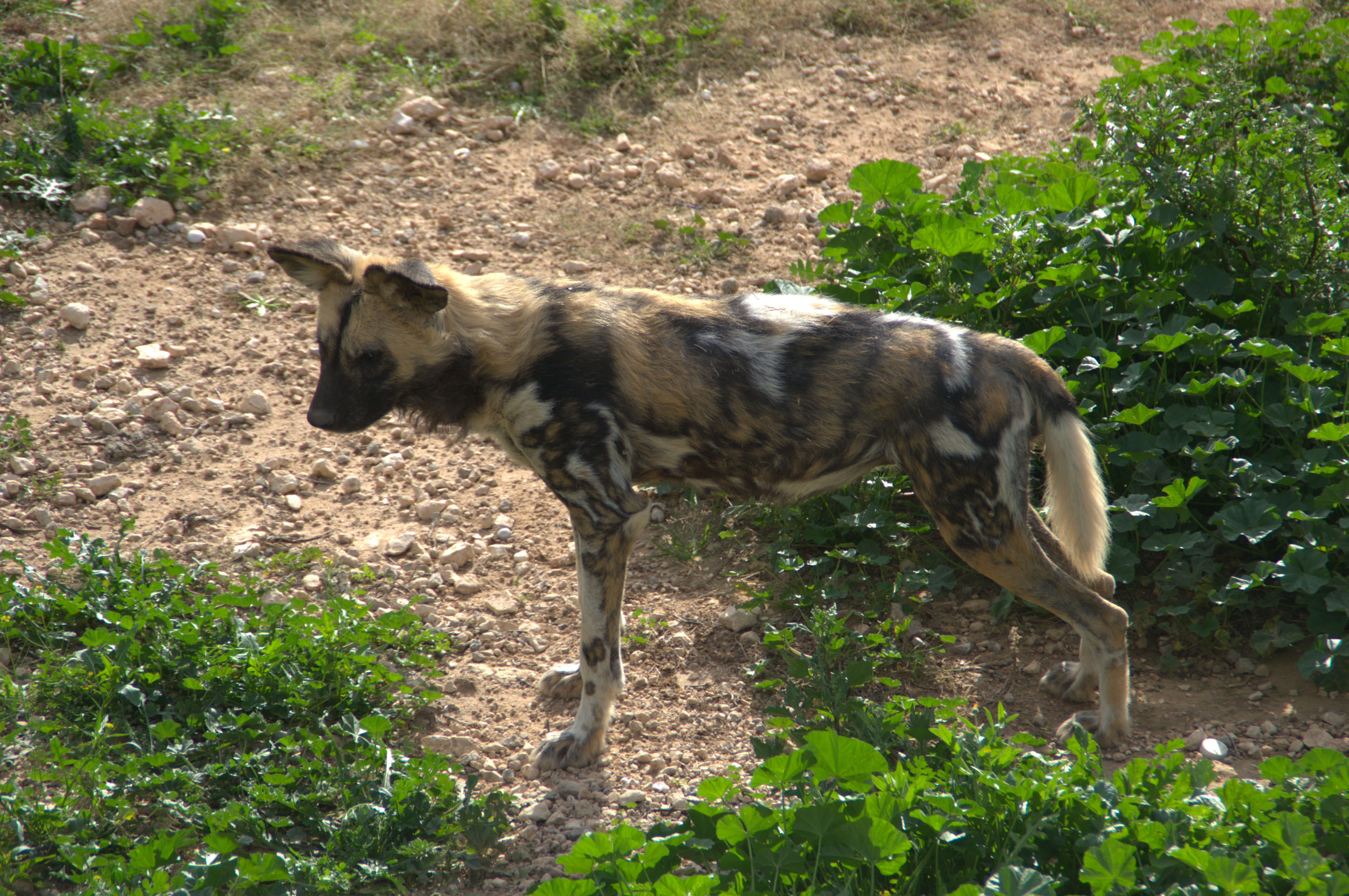
كلب بري إفريقي
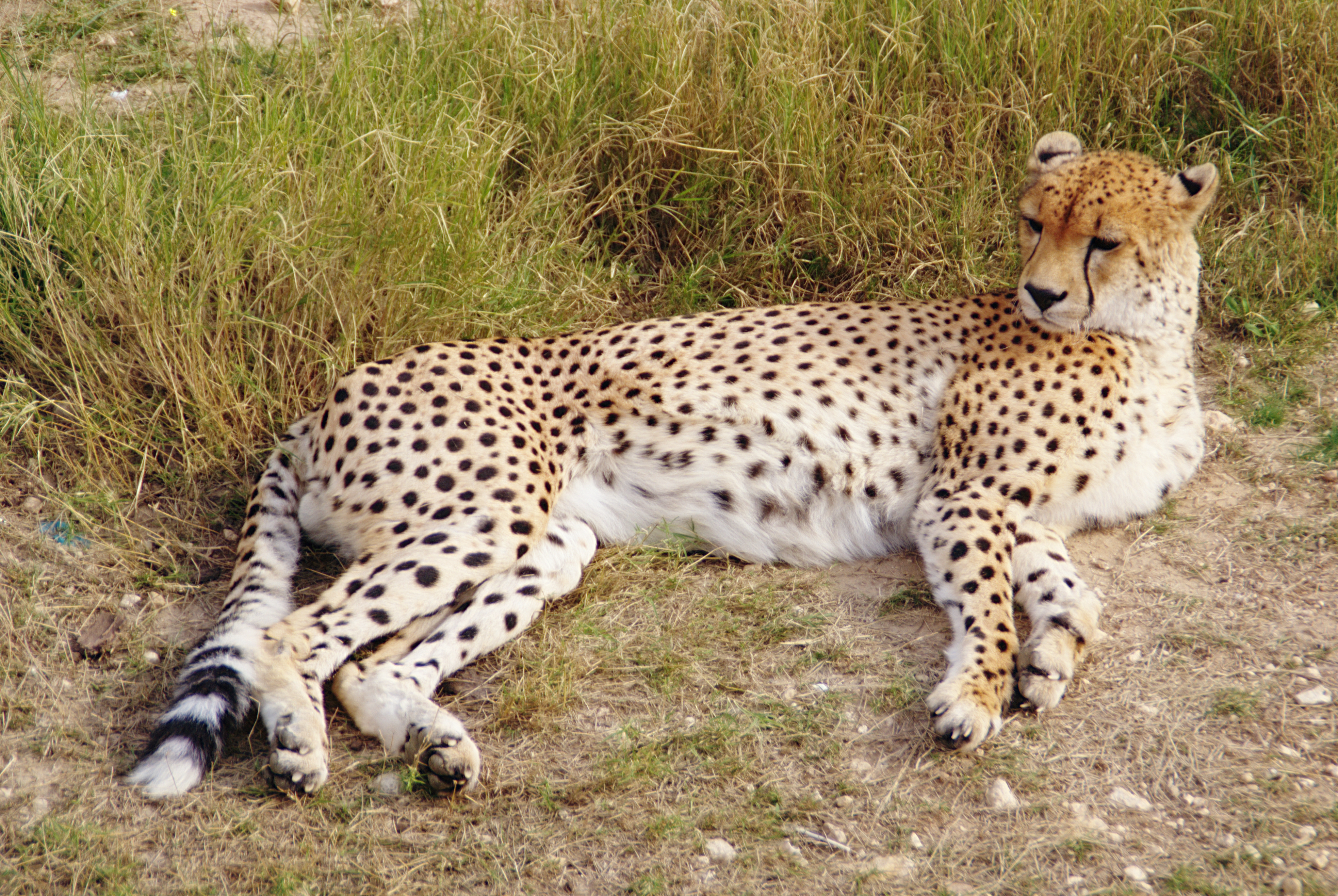
فهد
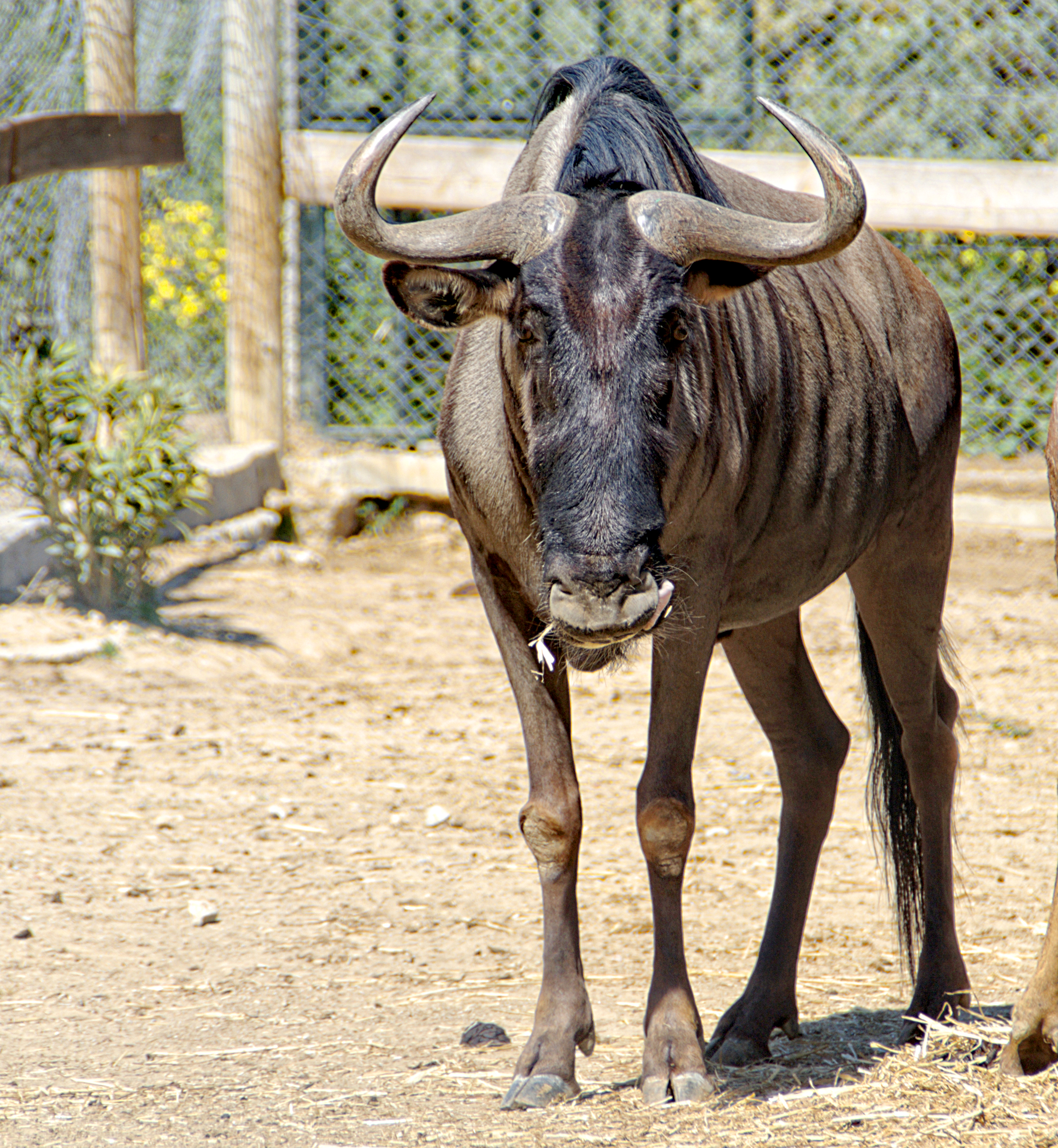
نو أزرق
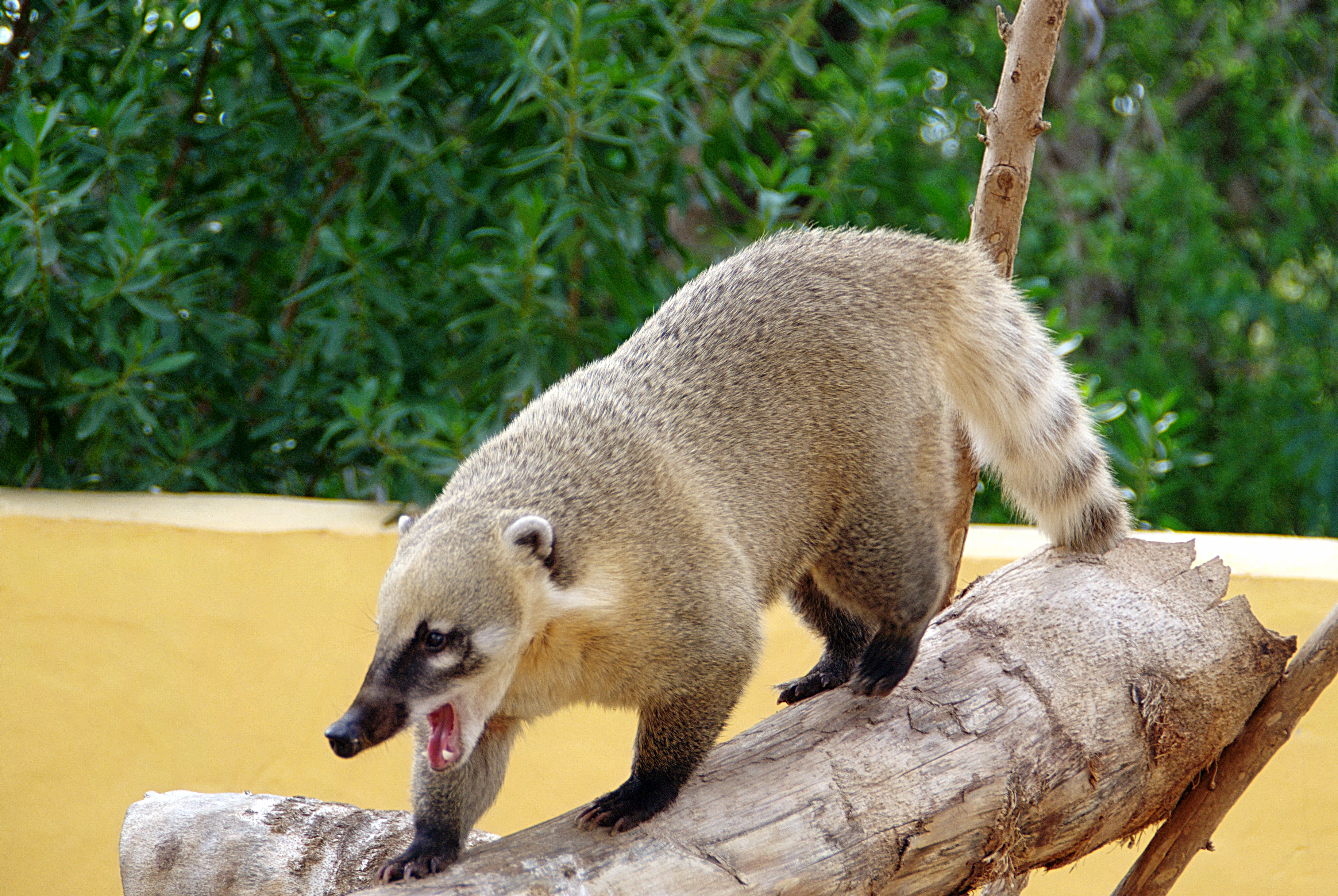
قوطي أمريكي جنوبي
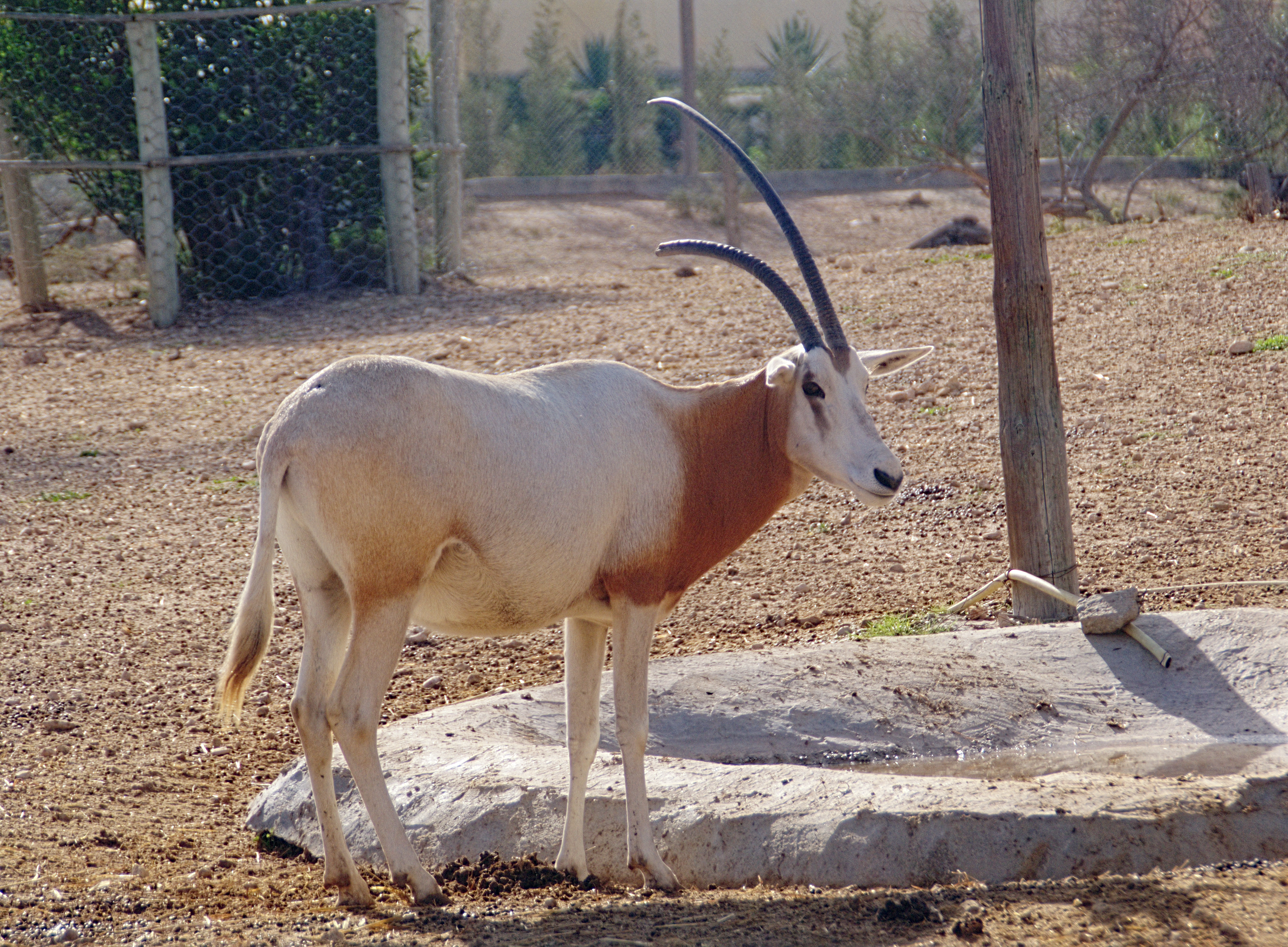
مها أبو حراب
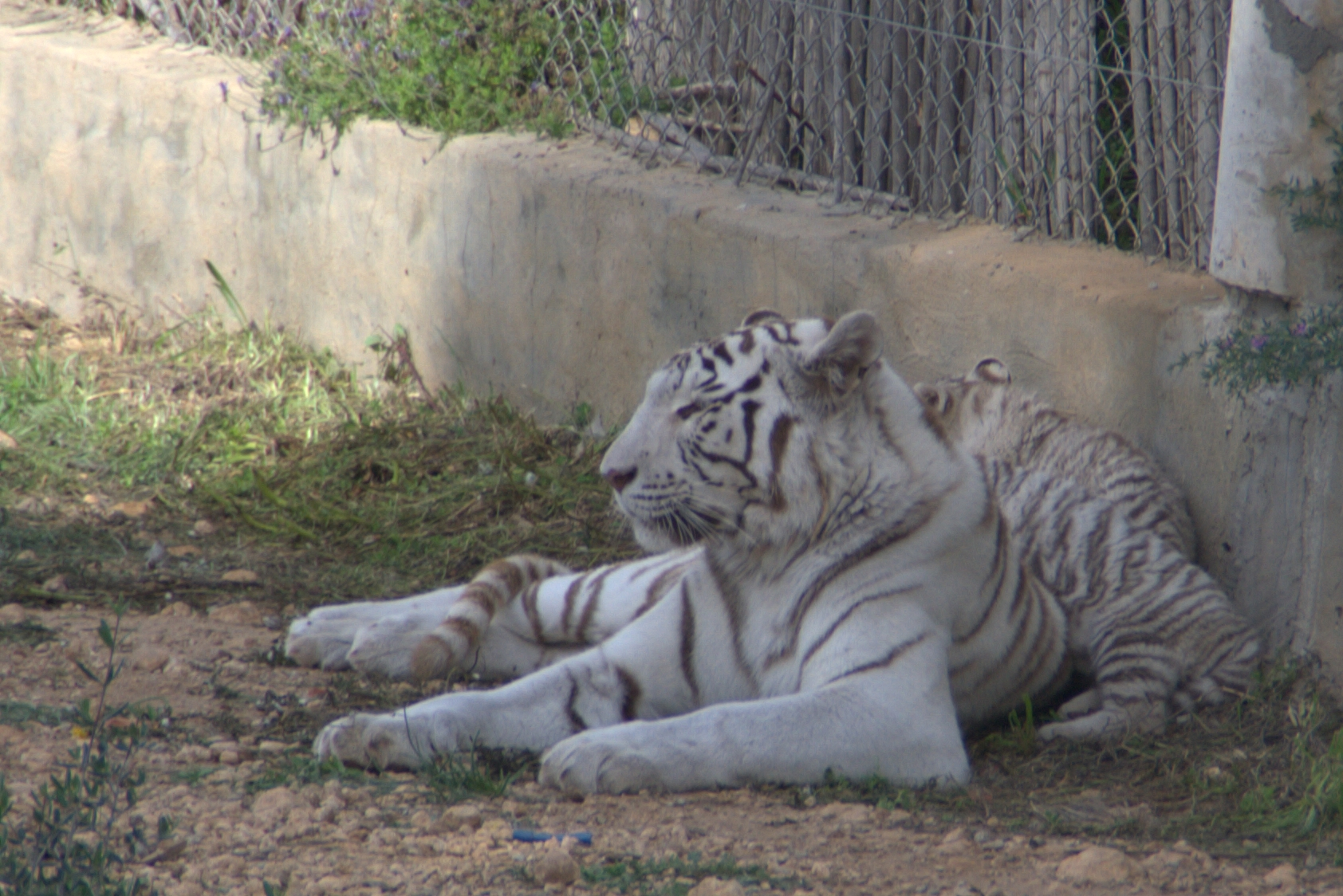
ببر أبيض
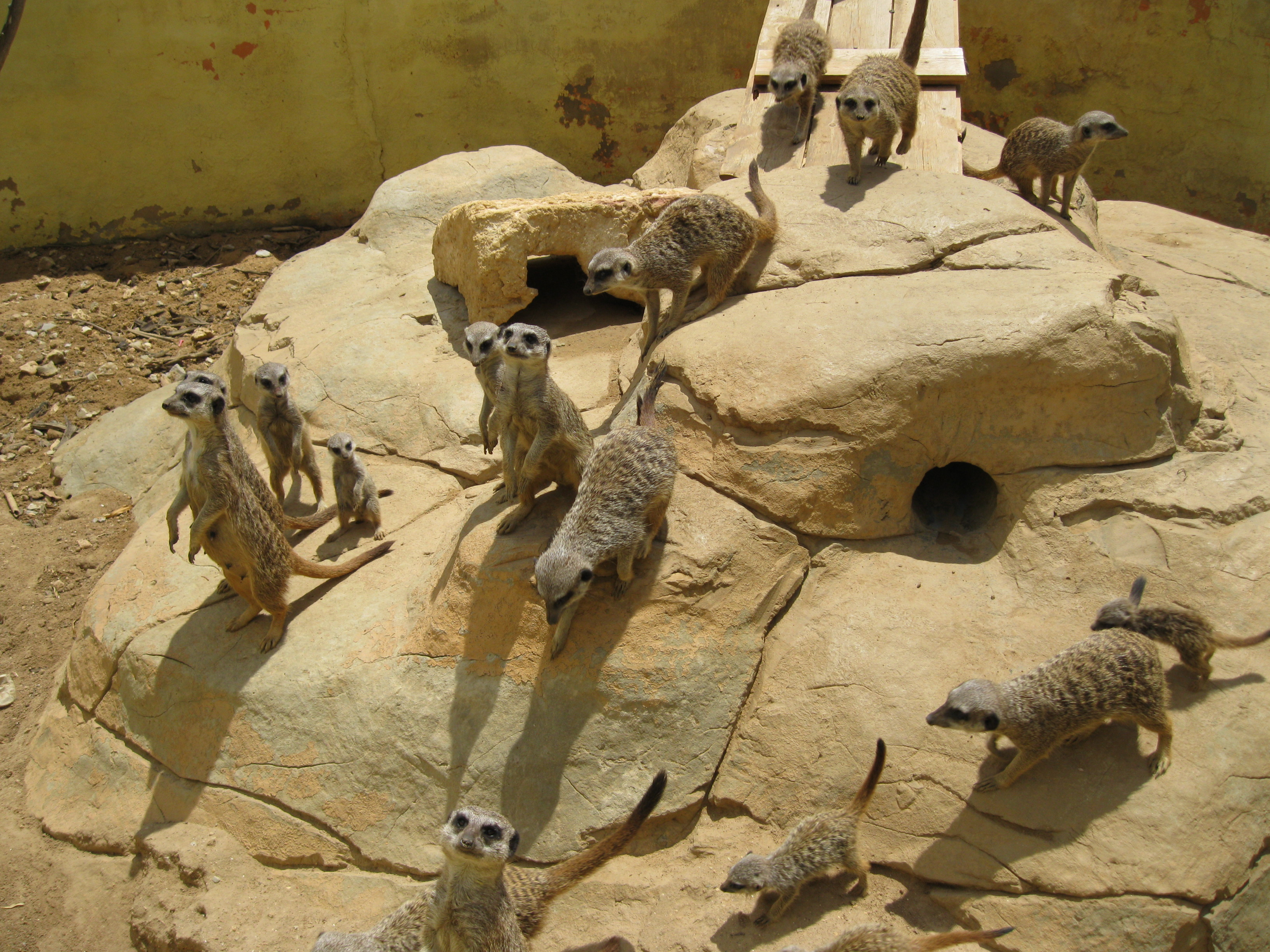
سرقاط

## روابط خارجية
- الصفحة الرسمية على الفيسبوك.